# Pirronismo
Il pirronismo è una scuola di scetticismo filosofico fondata da Pirro nel IV secolo a.C. È meglio conosciuto attraverso le opere sopravvissute di Sesto Empirico, che scrisse alla fine del II secolo o all'inizio del III secolo d.C.

## Storia

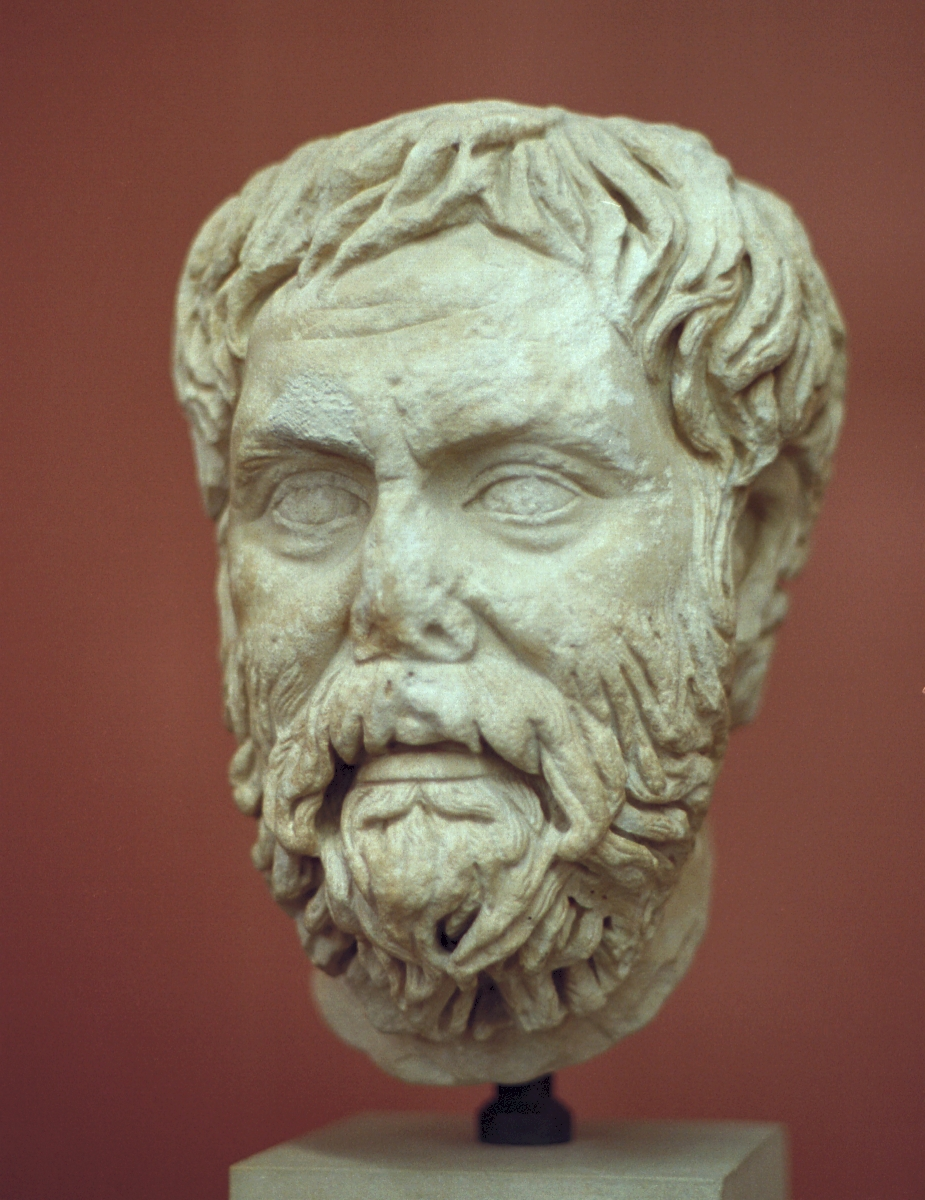
Pirro d'Elide, testa marmorea, copia romana, Museo Archeologico di Corfù

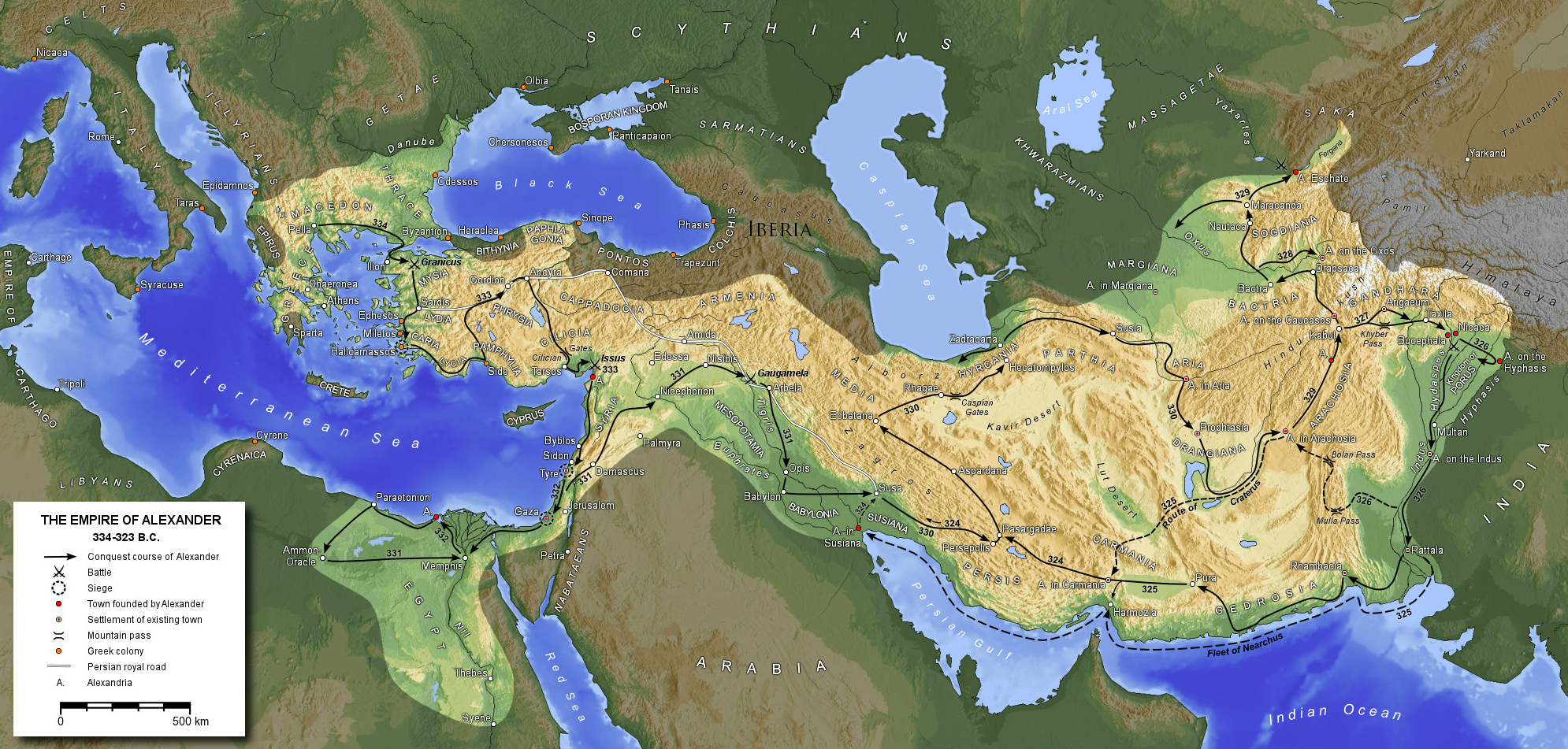
Mappa dell'impero di Alessandro Magno e del percorso che lui e Pirro presero per l'India

Pirro di Elis (c. 360 - c. 270 a.C.) e il suo maestro Anassarco, entrambi filosofi democritei, viaggiarono con l'esercito di Alessandro Magno verso l'India, dove si diceva che Pirro avesse studiato con i magi e i gimnosofisti, e dove fu influenzato dagli insegnamenti buddisti, in particolare dai tre segni dell'esistenza. Dopo essere tornato in Grecia, Pirro iniziò una nuova linea filosofica ora conosciuta come "Pirronismo". I suoi insegnamenti sono stati registrati dal suo allievo Timone di Flio, ma la maggior parte delle sue opere è andata perduta.
Il pirronismo come scuola fu rivitalizzata o rifondata da Enesidemo nel I secolo a.C. Questa fase del pirronismo, a partire da Enesidemo e passando per l'ultimo pirronista conosciuto dell'antichità, Saturnino, viene talvolta definita "neopirronismo". Altri usano il termine "neopirronismo" per riferirsi a pirronisti moderni come Robert Fogelin.
Il recupero e la pubblicazione delle opere di Sesto Empirico nel XVI secolo accese un risveglio di interesse per il pirronismo.

## Filosofia
Il pirronismo è la prima forma occidentale di scetticismo filosofico. Come con altre filosofie ellenistiche come lo stoicismo, il peripatetismo e l'epicureismo, l'eudaimonia è lo scopo della vita pirronista. Secondo i pirronisti, sono le opinioni su questioni non evidenti (cioè il dogma) che impediscono di raggiungere l'eudaimonia. Come con l'epicureismo, il pirronismo pone il raggiungimento dell'atarassia (uno stato di equanimità) come il modo per raggiungere l'eudaimonia. Per portare la mente all'atarassia il pirronismo usa epoché (sospensione del giudizio) riguardo a tutte le proposizioni non evidenti. I pirronisti contestano che i dogmatici - che includono tutte le filosofie rivali del pirronismo - abbiano trovato la verità su questioni non evidenti. Per qualsiasi questione non evidente, un pirronista fa argomenti pro e contro tali che la questione non può essere conclusa, sospendendo così la credenza e inducendo così l'atarassia.
Sebbene l'obiettivo del pirronismo sia l'eudaimonia, è meglio conosciuto per i suoi argomenti epistemologici, in particolare il problema del criterio, e per essere stata la prima scuola filosofica occidentale a identificare il problema dell'induzione e il trilemma di Münchhausen.
I pirronisti (o pratica pirronista) possono essere suddivisi in efettici (impegnati nella sospensione del giudizio), zetetici (impegnati nella ricerca) o aporetici (impegnati nella confutazione).

## Pratica
La pratica pirronista è finalizzata al raggiungimento dell'epoché, cioè della sospensione del giudizio. La pratica principale consiste nell'impostare un argomento contro un argomento. Per aiutare in questo, i filosofi pirronisti Enesidemo e Agrippa svilupparono serie di argomenti noti come "modi" o " tropi ".

## Testi
Fatta eccezione per le opere di Sesto Empirico e Diogene Laerzio, i testi sull'antico pirronismo sono andati perduti, ad eccezione di un riassunto dei Discorsi pirroniani di Enesidemo, conservato da Fozio, e un riassunto dell'insegnamento di Pirro conservato da Eusebio, citando Aristocle, citando uno studente di Pirro Timone, in quello che è noto come il "passaggio di Aristocle".

## Simboli

La bilancia in equilibrio uguale sono il simbolo del pirronismo

La bilancia, in perfetto equilibrio, è il simbolo tradizionale del pirronismo. Il filosofo pirronista Montaigne adottò l'immagine di una bilancia per il suo motto.